# Pirapó
Pirapó är en kommun i Brasilien.   Den ligger i delstaten Rio Grande do Sul, i den södra delen av landet, 1 600 km sydväst om huvudstaden Brasília. Antalet invånare är 2 757. Arean är 295 kvadratkilometer.
Terrängen i Pirapó är huvudsakligen platt, men åt nordost är den kuperad.
Trakten runt Pirapó består i huvudsak av gräsmarker. Runt Pirapó är det glesbefolkat, med 11 invånare per kvadratkilometer.